# Oğuzköy, Buldan
Oğuz là một xã thuộc huyện Buldan, tỉnh Denizli, Thổ Nhĩ Kỳ. Dân số thời điểm năm 2010 là 635 người.